# 勒福萨
勒福萨（法語：Le Fossat，法語發音：[lə fɔsa]）是法国阿列日省的一个市镇，属于帕米耶区。

## 地理
勒福萨（43°10'27"N, 1°24'29"E）面积14.41 平方千米，位于法国奧克西塔尼大區阿列日省，该省份为法国西南部内陆省份，西部和北部与上加龙省接壤，东临奥德省，东南至东比利牛斯省接壤，南与安道尔和西班牙接壤。
与勒福萨接壤的市镇（或旧市镇、城区）包括：阿尔蒂加、卡尔拉拜尔、迪尔福、拉图新城、圣苏珊。

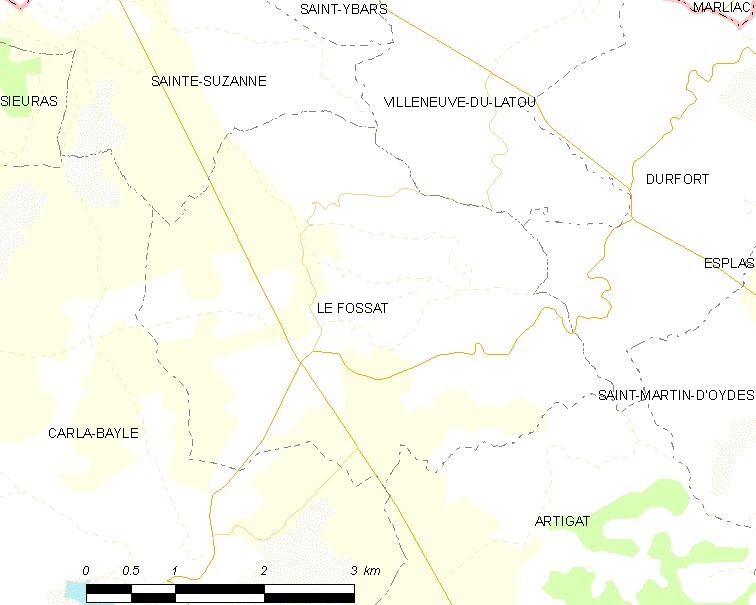
勒福萨的OSM定位图

勒福萨的时区为UTC+01:00、UTC+02:00（夏令时）。

## 行政
勒福萨的邮政编码为09130，INSEE市镇编码为09124。

## 政治
勒福萨所属的省级选区为阿里兹-莱兹县。

## 人口

1962-2008年间勒福萨人口变化图示

勒福萨于2022年1月1日时的人口数量为1061人。